# Gorno Pavlikene, Loveci
Gorno Pavlikene (în bulgară Горно Павликене) este un sat în comuna Loveci, regiunea Loveci,  Bulgaria. 

## Demografie
Componența etnică a satului Gorno Pavlikene
     Bulgari (99,57%)
     Nicio identificare (0,42%)
     Altele (0%)
La recensământul din 2011, populația satului Gorno Pavlikene era de 237 locuitori. Din punct de vedere etnic, majoritatea locuitorilor (99,57%) erau bulgari. Pentru 0,42% din locuitori nu este cunoscută apartenența etnică.